# Уколов Віктор Олександрович
Ві́ктор Олекса́ндрович Уко́лов (нар. 7 жовтня 1968, місто Дрогобич, Львівська область) — український політик, журналіст, політолог, політтехнолог, військовослужбовець. Народний депутат України 6-го скликання.

## Біографічні відомості

### Ранні роки та освіта
Народився 7 жовтня 1968 року в місті Дрогобич Львівської області. 
Проживав разом з мамою та відчимом в Поліське (смт) майже до моменту Чорнобильської катастрофи, проте прямо перед нею переїхав до Київа для навчання в Національному педагогічному університеті імені Михайла Драгоманова
Закінчив Національний педагогічний університет імені Михайла Драгоманова, отримавши спеціальність учителя.
У жовтні 1989 року разом з Олесем Донієм і В'ячеславом Кириленком став співзасновником Української студентської спілки (УСС). Був головою УСС Київського педагогічного інституту.
Брав участь у студентській «Революція на граніті» (осінь 1990 року).

### Переслідування на початку політичної діяльності
Після перших акцій протесту у 1989 - 1990 році Віктор Уколов та інші лідери Української Студентської Спілки (УСС) потрапили під стеження КДБ. На фото - перша сторінка доносу на ім'я  2 секретаря Центрального комітету Комуністичної партії України Леоніда Кравчука про "националистов в студенческой среде", серед яких Віктор Уколов. Згодом його примусили взяти академвідпустку у Національному педагогічному університеті імені Михайла Драгоманова, де він зміг поновитися на навчанні лише після поразки серпневий путчу 1991 року. В наведеній нижче сторінці доносу також йдеться про друзів Віктор Уколова, а саме про Дмитра Мороза і Олеся Донія.

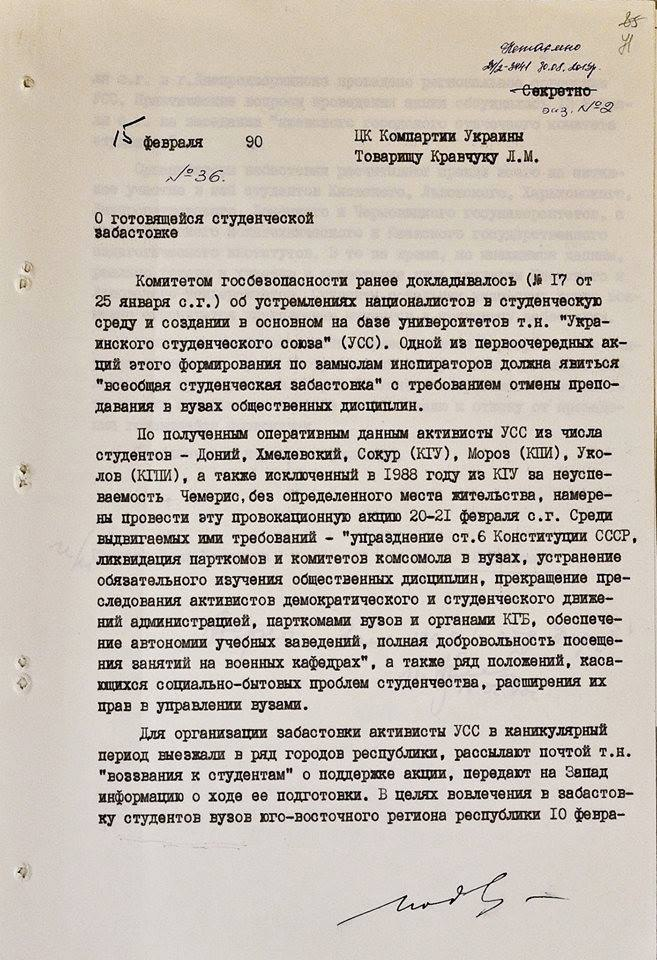
Перша сторінка доповідної-доносу начальника КГБ УРСР на 2 секретаря Центрального комітету Комуністичної партії України Кравчука Леоніда Макаровича

### Журналістська та політична діяльність
Протягом семи років працював журналістом. Був одним із експертів та виконавчим директором Українського незалежного центру політичних досліджень.
Працював редактором і ведучим (разом із В'ячеславом Піховшеком) телепрограми «П'ятий кут» (УТ-1).
У 1996–1997 роках — ведучий телепрограм «Параграф» (ММЦ Internews-Україна) і «Щотижня», позаштатний кореспондент української служби Бі-бі-сі.
Тоді він був відомий як Віктор Ткачук (Ткачук — прізвище колишньої дружини).
У 1998–2004 роках — генеральний директор ТРК «Новий проект».
З 1998 року займався організацією виборчих кампаній. На парламентських виборах 1998 і 2002 років працював з народним депутатом Сергієм Терьохіним. Двічі працював у виборчому штабі кандидата в президенти Олександра Мороза.
У 1998–2002 роках — помічник народного депутата Сергія Терьохіна.
У 2000–2001 роках — прес-секретар голови Верховної Ради України Івана Плюща.
Редагував видання «Інтернет-репортер». Працював на телебаченні, зокрема на «ICTV».
У 2004–2006 роках був членом Соціалістичної партії України. Покинув СПУ у зв'язку з тим, що Мороз пішов у коаліцію разом із «Партією регіонів» і «Комуністичною партією України».
З 2006 року — керівник департаменту виконавчого секретаріату політради партії Всеукраїнське об'єднання «Батьківщина» (лідер Юлія Тимошенко). Очолював розробку реклами центрального виборчого штабу БЮТ на виборах.
На дострокових парламентських виборах 2007 року був обраний до Верховної Ради за списком БЮТ (№ 147 у списку). Голова підкомітету з питань друкованих ЗМІ та інтернету Комітету з питань свободи слова та інформації.

##### Участь в комітетах за депутатської каденції[5]
- Голова підкомітету з питань друкованих засобів масової інформації та Інтернету Комітету Верховної Ради України з питань свободи слова та інформації
- Член групи з міжпарламентських зв'язків з Великим Герцогством Люксембург
- Член групи з міжпарламентських зв’язків з Японією
- Член групи з міжпарламентських зв’язків з Республікою Хорватія
- Член групи з міжпарламентських зв’язків з Австрійською Республікою

З липня 2010 року покаявся, охрестився і став віруючим церкви євангельських християн-баптистів.
У 2012 році вийшов із керівних органів партії «ВО Батьківщина», протестуючи проти злиття з партією «Фронт Змін».
З 2014 року працює політологом та політичним консультантом, якого пов'язують з Петром Порошенком. Був членом комунікаційної команди Петра Порошенка на виборах 2019 року.
У 2020 році виступав як політичний експерт у різних українських медіа, аналізуючи політичні події та вибори.
У 2021 році брав участь у громадських заходах, спрямованих на підтримку демократичних реформ в Україні.
У 2023 році почав здобувати магістерську освіту по спеціальності 231 Соціальна робота ЛНУ ім. Тараса Шевченка 
Наразі активно веде свій блог на Українській Правді та активно пише пости у свому фейсбукр аккаунті.
Завершив навчання 31 січня 2025 року у Луганському Національному Університеті ім. Т.Г. Шевченка за спеціальністю Соціальна робота, Практичний психолог.

## Скандал з педофілією (Необґруновані звинувачення/Чорний піар)
В жовтні 2009 року був звинувачений у причетності до педофілії.
14 жовтня публічно заявив про власну непричетність.
5 квітня 2010 року в ЗМІ був оприлюднений звіт Тимчасової слідчої комісії Верховної Ради під головуванням Катерини Самойлик. Як виявилось у ході розслідування ГПУ, звинувачення проти депутатів Віктора Уколова, Сергія Терьохіна та Руслана Богдана підтверджені не були.
Наприкінці 2011 року Генеральна прокуратура оголосила про закриття справи. Політично вмотивовані звинувачення проти трьох нардепів БЮТу провалилися. Політичну вигоду від скандалу отримали опоненти БЮТ. Особливо відзначився Віктор Ющенко, який на початку виборчої кампанії 2009 року заявив, що знову балотується в президенти, щоб у парламенті більше не було педофілів. Замовник скандалу залишався невідомим.
Віктор Уколов заявив, що не переслідуватиме організаторів скандалу, начебто не довіряючи українській судовій системі, покладаючись на суд божий.
Політики, які висунули звинувачення, станом на 2015 рік є втікачами в Росії та на тимчасово окупованих територіях України. Вадим Колесніченко перебуває в Криму. Володимир Олійник — у Москві. Обоє є фігурантами розслідування і підозрюються у державній зраді та сприянні сепаратизму.

## У лавахЗСУ
У лавах Збройні сили України з 21 квітня 2022 року. Має позивний «Мінор» Починав у звання солдата, наразі є молодшим лейтенантом.
12 листопада 2024 року звільнений у відставку зі Збройних сил України після 2,5 років служби за станом здоров'я.

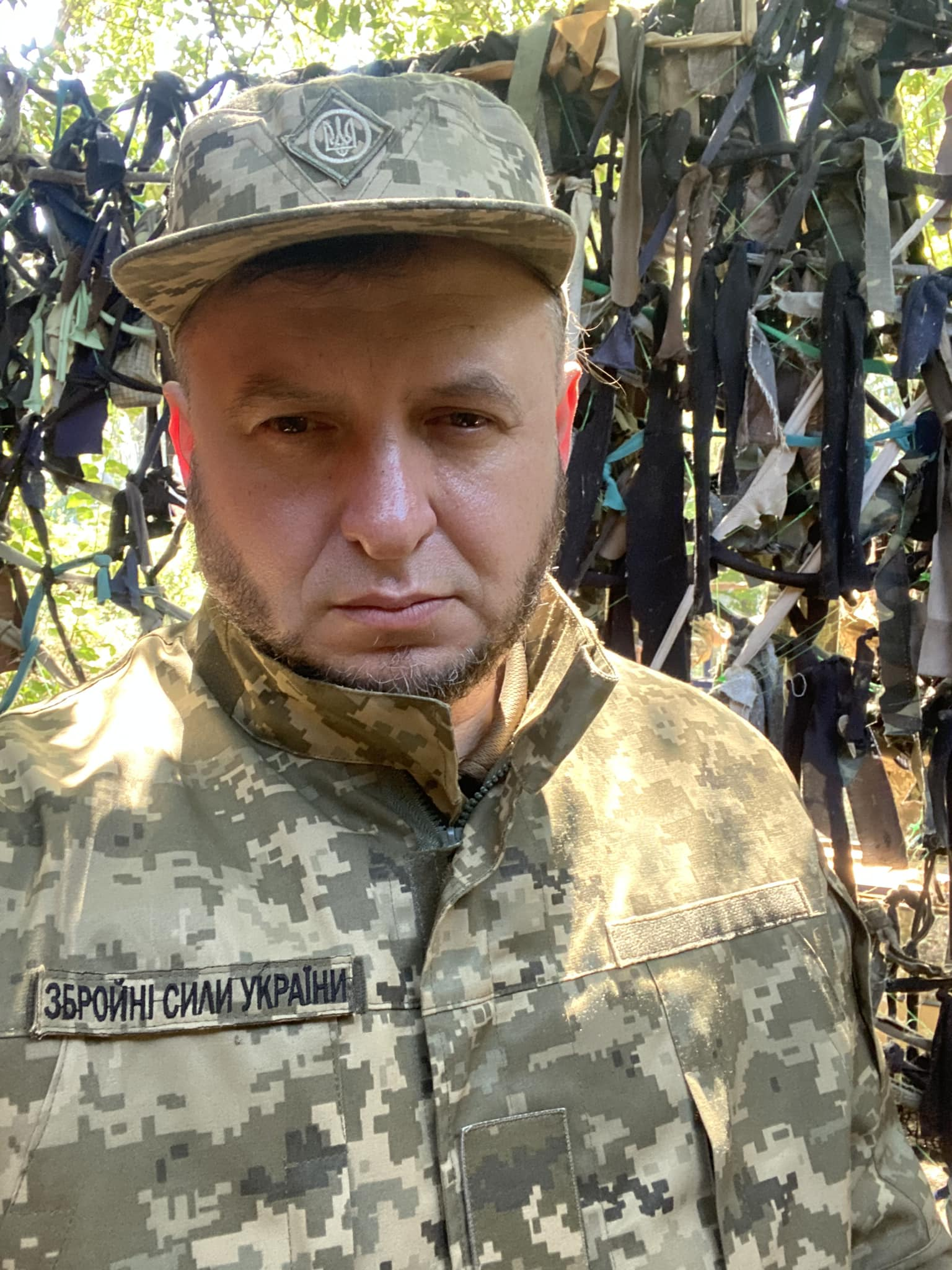
Віктор Уколов в наряді
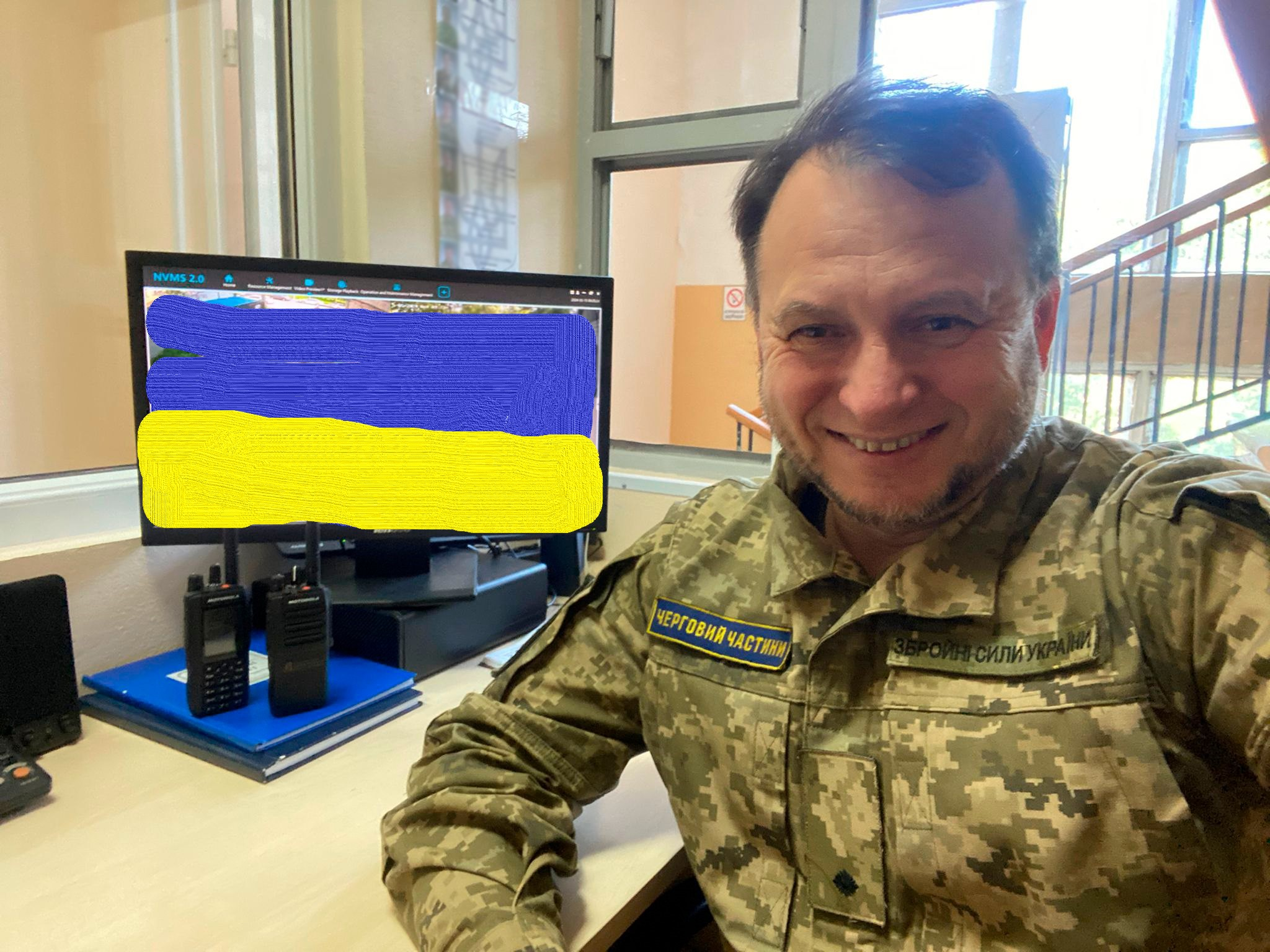
Віктор Уколов черговий частини
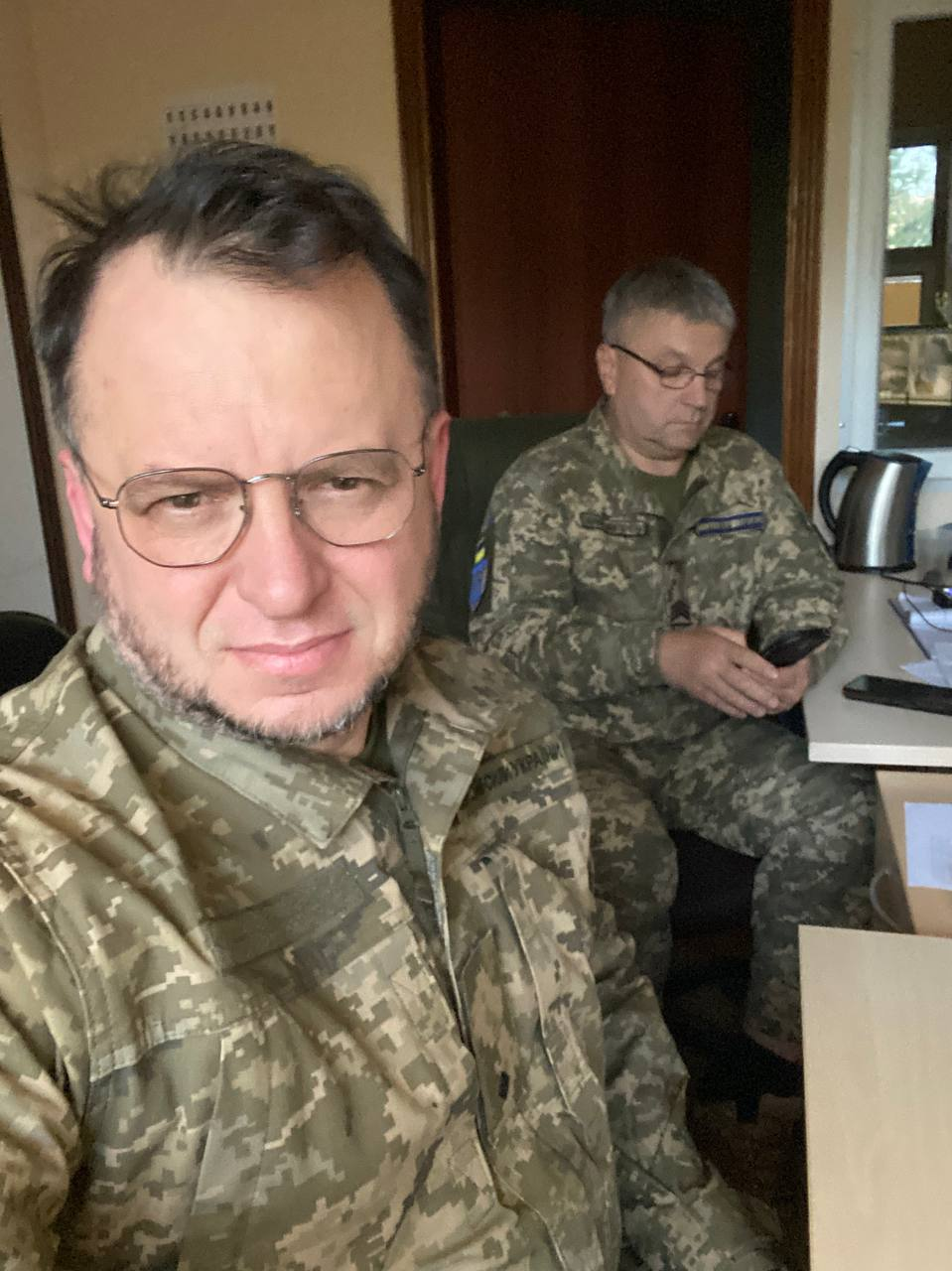
Віктор Уколов в частині